# Agente literario

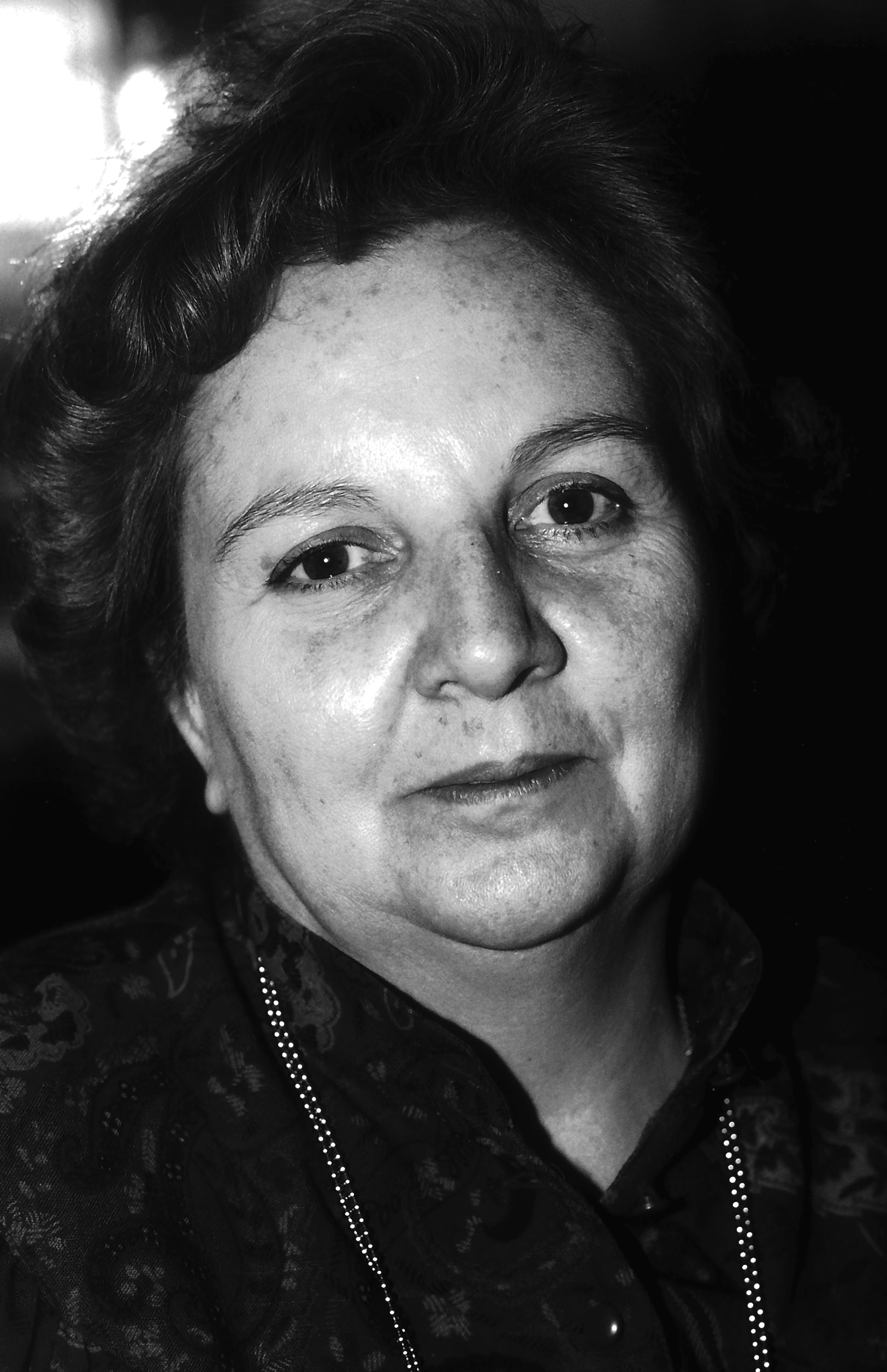
La agente literaria española Carmen Balcells en 1983

Un agente literario es un representante editorial que media entre el escritor y otros agentes como la editorial, tanto a nivel nacional como internacional, para encontrar el mejor contrato de edición de la obra de su representado.

## Labor
Por su labor, un agente literario es:
- el intermediario entre el autor y las editoriales;
- el representante encargado de defender los derechos de autor;
- el encargado de buscar al editor apropiado;
- el encargado de revisar los contratos y otras condiciones.

En definitiva, el agente se encarga de las funciones administrativas para que el escritor pueda concentrarse en escribir.

## Cómo cobran los agentes literarios
Este es un mercado que ha innovado muy poco y ha mantenido un modelo de negocio sin muchas variaciones desde sus inicios. 
El modelo tradicional funciona pagando un porcentaje de cada contrato que consiga el agente o agencia, este porcentaje puede ser desde el 20% a 60% del valor del contrato y en algunos casos puede incluir participación en las regalías generadas por la explotación de la obra del autor, además de un pago mensual para viáticos del agente. Este modelo hace difícil que los autores sin mucho recorrido o que vayan a publicar por primera vez, sean aceptados en las agencias y ser representados ante las editoriales.

## Agentes nacionales e internacionales
En España, uno de los agentes literarios más importantes fue Carmen Balcells, cuya agencia ha estado representando a los más importantes escritores de habla hispana. A nivel internacional, Andrew Wylie es considerado el agente literario más poderoso e influyente del mundo; al frente de su agencia representa a más de 700 escritores de todo el mundo, entre los cuales hay un buen número de premios Nobel de Literatura.

## Decálogo del agente literario
Con base en el informe del agente literario internacional Guillermo Schavelzon y su manual de buena conducta:
- No confundas nunca literatura con mercado, aunque andes haciendo equilibrio entre una y otro.
- Recuerda siempre que todos los méritos son del autor.
- No creas que todo escritor necesita un agente.
- No intentes explicar por qué los agentes literarios son en su mayoría mujeres.
- Jamás ofrezcas a un editor un manuscrito que no has leído.
- Si tu teléfono suena de noche y en fin de semana, es que tu trabajo va muy bien.
- Anímate a decirle a un escritor que no publique un libro cuando pienses que no es bueno.
- Todo escritor quiere éxito de crítica, prestigio intelectual, éxito de venta y reconocimiento internacional. No lo sometas a la humillación de tener que decírselo.
- No leas únicamente a los escritores que representas. En poco tiempo dejarías de ser un buen agente.
- Todo decálogo es un ejercicio literario, no te lo tomes en serio.

## Necesidad del agente literario
El escritor Ramón Cerdá ha escrito sobre la necesidad o no del agente literario:

...no desaconsejo la figura del agente, pero tampoco afirmo que sea imprescindible, ni siquiera si se publica con una buena editorial. Hay autores que negocian por sí mismos los contratos con la editorial y se evitan los porcentajes del agente… cada caso es un mundo. Hoy por hoy, yo no tengo agente, aunque eso no me genera estrés porque ya no lo busco. Tampoco descarto hablar con alguno si contactan conmigo para pasarme una oferta; el mundo editorial se mueve y hay que estar atento a esos movimientos.
Ramón Cerdá ¿Puedo vivir sin agente literario?